# 李大双
李大双（1973年11月1日—），生于湖北沔阳（今仙桃市），其双胞胎弟弟李小双亦曾是中国体操运动员。

## 主要经历
- 1980年进入沔阳县（今仙桃市）体校
- 1983年9月进入湖北体操队
- 1985年进入国家队

## 主要成绩
- 1990年在第11届亚运会上夺得体操男子团体金牌。
- 1992年在第25届奥运会上夺得体操男子团体亚军。
- 1994年在世界体操团体锦标赛上获体操男子团体冠军。

## 家庭
妻子：李琳